# اسمیت ریور، کالیفرنیا
اسمیت ریور (به انگلیسی: Smith River) یک منطقهٔ مسکونی در ایالات متحده آمریکا است که در شهرستان دل نورت، کالیفرنیا واقع شده‌است. اسمیت ریور ۱۰٫۳۲۱ کیلومتر مربع مساحت و ۸۶۶ نفر جمعیت دارد و ۱۶ متر بالاتر از سطح دریا واقع شده‌است.